# 15e régiment de commandement et de soutien
Le 15e régiment de commandement et de soutien (15e RCS) est un régiment de l'Armée de terre française.

## Historique
Le 15° RCS était le régiment de soutien de la 15° Division d'Infanterie.
Il regroupait 1 escadron d'instruction (11° escadron), 1 compagnie de transmission divisionnaire (CTD), 1 escadron de circulation et de transport (ECT), 1 escadron de commandement et de quartier général (ECQG) et 1 compagnie du matériel qui était implantée à Périgueux.Le régiment assurait aussi la formation des moniteurs IEC.

### Drapeau
Nom des batailles inscrites sur les plis de son drapeau :
- Russie 1812
- Orient 1916
- Verdun 1917

## Les chefs du15eRCS
- Colonel Roger Rusques 1981-1983
- Lieutenant-colonel Choppart 1988-1990
- Lieutenant-colonel de la Hamayde ?-1993
- Lieutenant-colonel Chevalier 1993-1995
- Lieutenant-colonel Etienne 1995-1997 (15e Régiment du train)